# Chonecetus
Chonecetus – wymarły rodzaj ssaka, prymitywnego walenia fiszbinowca z rodziny Aetiocetidae. Żył w epoce oligoceńskiej. jego skamieniałości znaleziono w Kanadzie, w okolicy północnego wschodu Pacyfiku. Nazwany został przez L. S. Russella w 1968. Do rodzaju z pewnością należy tylko gatunek typowy C. sookensis. W 1994 opisany został drugi gatunek; C. goedertorum (Barnes i Furusawa [w:] Barnes et al. 1994); jednak w 2015 roku gatunek ten został przeniesiony do rodzaju Fucaia.
Podobnie jak Aetiocetus, Chonecetus posiadał zarówno pokryte wieloma guzkami zęby, jak i otwory odżywcze spotykane u fiszbinowców. Chonecetus bardzo przypominał współczesne Mysticeti ze swym wydłużonym ciałem o opływowym kształcie o parze płetwiastych kończyn przednich i horyzontalnej płetwie wzmacnianej przez chrząstkę włóknistą.

## Etymologia
- Chonecetus: gr. χοανη khoanē (również χωνη khōnē) ‘lejek’; κητος kētos ‘wieloryb’[1].
- sookensis: Sooke Formation, Kolumbia Brytyjska, Kanada[1].